# Ла Мадера (Њу Мексико)
Ла Мадера (енгл. La Madera) насељено је место без административног статуса у америчкој савезној држави Њу Мексико.

## Демографија
По попису из 2010. године број становника је 154.
| Група             | 2000.    | 2010.       |
| Белци             | 0 (0,0%) | 38 (24,7%)  |
| Афроамериканци    | 0 (0,0%) | 4 (2,6%)    |
| Азијати           | 0 (0,0%) | 0 (0,0%)    |
| Хиспаноамериканци | 0 (0,0%) | 112 (72,7%) |
| Укупно            | 0        | 154         |